# Bezirk Krainburg
Der Bezirk  Krainburg (slowenisch: okraj Slovenji Kranj) war ein Politischer Bezirk im Kronland Krain. Der Bezirk umfasste mit den Gebieten der Gerichtsbezirke Bischoflack (Škofja Loka), Krainburg (Kranj) und Neumarktl (Tržič) Teile der Oberkrain und musste im Zuge des Vertrags von Saint-Germain 1919 wie das gesamte Kronland an Jugoslawien abgetreten werden. 